# Yosef Mendelevitch
Pour les articles homonymes, voir Mendelevitch.
Yosef Mendelevitch (ou Yosef Mendelovitch) (né en 1947 à Riga, en Union soviétique, aujourd'hui en Lettonie) est un célèbre refuznik, prisonnier de Sion, juif orthodoxe, devenu rabbin à Jérusalem.

## Biographie

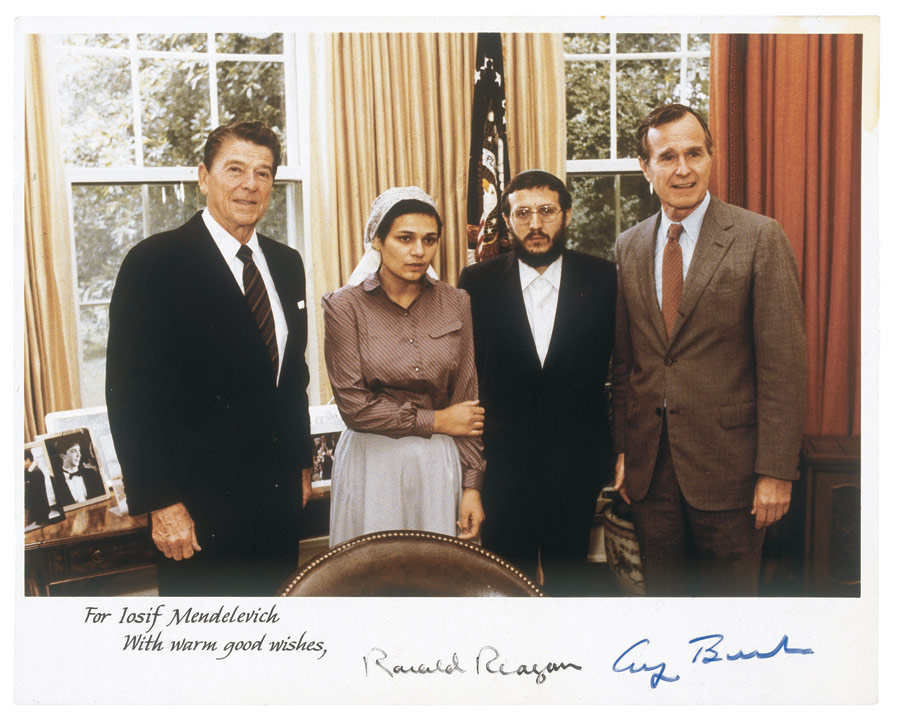
Yosef Mendelevitch avec le président Reagan, le vice-président Bush et Avital Sharansky à la Maison-Blanche, le 28 mai 1981.

Yosef Mendelevitch est né en 1947 à Riga, en Union soviétique, aujourd'hui en Lettonie.
En 1966, il fonde un groupe clandestin d'éducation juive. Il édite, en 1969, un bulletin clandestin portant sur des thèmes juifs, Iton.
En 1969, après s'être vu refusé à maintes reprises le droit d'immigrer en Israël, il devient un des leaders du projet de détournement d'avion avec Mark Dymshits et Eduard Kuznetsov.